# Ophiocryptus maculosus
Ophiocryptus maculosus är en ormstjärneart som beskrevs av Hubert Lyman Clark. Ophiocryptus maculosus ingår i släktet Ophiocryptus och familjen Ophiodermatidae. Inga underarter finns listade i Catalogue of Life.